# Pterygoplichthys multiradiatus
Espèce
Synonymes
- Ancistrus multiradiatus[2]
- Hypostomus multiradiatus Hancock, 1828[2]
- Liposarcus multiradiatus (Hancock, 1828)[2]
- Plecostomus pardalis (non Castelnau, 1855)[2]
- Pterygoplichthys jeanesianus (non Cope, 1874)[2]

Pterygoplichthys multiradiatus est une espèce de poissons tropicaux de la famille des Loricariidae (une famille de poissons-chats).

## Systématique
L'espèce Pterygoplichthys multiradiatus a été initialement décrite en 1828 par John Hancock sous le protonyme d’Hypostomus multiradiatus.

## Répartition, habitat
Pterygoplichthys multiradiatus est originaire du bassin de l'Orénoque en Amérique du Sud. Ce poisson a été introduit à Taïwan, aux États-Unis et à Hawaï.
Il vit dans les ruisseaux d’eau douce et dans les lacs, et dans des canaux envasés et herbeux. Ce poisson tropical, qui vit au fond de l’eau, aime les eaux à une température de 23 à 27°C avec un pH entre 6,5 et 7,8.

## Noms vernaculaires
Pterygoplichthys multiradiatus n'a pas de nom vernaculaire français, mais se retrouve sous le nom générique de Pleco dans les animaleries. En revanche il porte une multitude de noms vulgaires à travers le monde :
- Acari, Bajurqui, Bodó ou Cascudo au Brésil ;
- Carachama au Pérou ;
- Long-fin armored catfish à Hawaï ;
- Orinoco sailfin catfish aux États-Unis et au Mexique ;
- Plecóstoma del Orinoco au Mexique ;
- Sailin catfish » ou Radiated pleco » aux États-Unis ;
- Sejlfinnet sugemalle au Danemark ;
- Tummaleväpleko en Finlande.

## Description
Pterygoplichthys multiradiatus est l'un des plus grands « plecos ». Il peut atteindre 50 cm mais sa taille habituelle varie de 25 à 40 cm. Sa coloration générale est panachée de marron et de noir.
Il fouille les substrats, se nourrissant principalement d’algues et d’herbes aquatiques, mais également de vers, de larves d’insectes et autres invertébrés.
Il est parfois confondu avec Pterygoplichthys pardalis, une espèce appartenant au même genre.

## Aquariophilie
Pterygoplichthys multiradiatus n’intéresse pas les poissonneries mais, comme la plupart des « plecos », c'est un poisson d’aquariums.
C'est un poisson solitaire relativement paisible. Il doit être garder dans des aquariums de volume important et avec une multitude de caches possibles.

## Étymologie
Son nom spécifique, composé du latin multi, « plusieurs », et radiatus, « rayons », fait référence au nombre plus important de rayons de sa nageoire dorsale (au nombre de 14) comparativement à l'espèce Hypstomus watwata décrite dans la même publication originale.

## Publication originale
- (en) John Hancock, « Notes on some species of fishes and reptiles, from Demerara, presented to the Zoological Society by John Hancock, Esq., corr. memb. Zool. Soc. In a letter addressed to the secretary of the Society », The Zoological Journal, Londres, William Phillips et George Brettingham Sowerby I, vol. 4,‎ 1828, p. 240-247 (lire en ligne).